# Principe d'individuation
Le principe d'individuation est une « expression scolastique désignant ce qui confère à un individu, au sein de l'espèce à laquelle il appartient, son existence singulière et le différencie de tout autre de la même espèce. » C'est ce qui fait qu'un être « possède une existence concrète, singulière et stable, qui permet de le distinguer tant des objets environnants que des autres objets de même espèce. »

## Histoire
Cette notion remonte à la scolastique : principium individuationis, à travers les traductions d'Avicenne.
Thomas d'Aquin pense que le principe d'individuation des choses sensibles réside dans la matière, « la matière désignée »(materia signata quantitate) sous des dimensions déterminées, dans l'espace et dans le temps. « Le principe d'individuation est la matière. » Le corps est le principe de l'individuation de l'âme.
Duns Scot, plutôt que de la forme ou de la matière, parle d'haeccéité (ecceistas), de ce qui fait qu'un individu est lui-même et se distingue de tout autre. « Scot a appelé eccéité (de ecce, voici) cette essence propre à tout individu et grâce à laquelle on peut dire de chacun d'eux : le voici lui-même » (Goclenius).
Gottfried Wilhelm Leibniz donne cette définition : « ce qui fait qu'un être possède non seulement un type spécifique, mais une existence singulière, concrète, déterminée dans le temps et dans l'espace » (Disputatio metaphysica de principio individui, 1663). Il renvoie au principe de l'identité des indiscernables, qui dit ceci : « Il n'y a jamais dans la nature deux êtres qui soient parfaitement l'un comme l'autre et où il ne soit possible de trouver une différence interne ou fondée sur une dénomination intrinsèque » (Monadologie, 9).
John Locke a su distinguer le problème de l'identité personnelle et le problème de l'individuation de la substance, en disant que ce qui fait l'identité de la personne « naturelle », ce n'est pas l'identité de la substance, qu'elle soit matérielle ou immatérielle, mais « l'identité de la conscience ».
Pour David Hume, empiriste et sceptique, donc hostile à tout concept universel, « le principe d'individuation n'est rien que l'invariabilité et le caractère ininterrompu d'un objet à travers une variation supposée du temps, qui permettent à l'esprit de suivre l'objet à différentes périodes de son existence, sans interrompre son regard ni sans être obligé de former l'idée de multiplicité et de nombre ».
Arthur Schopenhauer a développé la notion. « Principium individuationis, c'est par l'intermédiaire de l'espace et du temps que ce qui est un et semblable dans son essence et dans son concept nous apparaît comme différent, comme plusieurs, soit dans l'ordre de la coexistence, soit dans celui de la succession. Ils sont par conséquent le principium individuationis, l'objet de toutes les disputes et de toutes les contestations de la scolastique ». La Volonté (le vouloir-vivre universel constitutif de tous les êtres) « est une, comme quelque chose qui est en dehors de l'espace et du temps ». Selon Louis Ucciani, « on ne trouve pas chez Schopenhauer de définition schématique du principe d’individuation, mais toujours son association au principe de raison suffisante. C’est par lui et en lui que les choses – et donc les individus – deviennent ce qu’elles apparaissent. Quant à leur être c’est l’indifférenciation de la volonté qui l’énonce. Si sont absents les énoncés à la Aristote (entéléchie), saint Thomas, Dun Scot ou encore Leibniz, c’est tout simplement parce que, pour Schopenhauer, la vérité de l’individuation est dans l’application stricte du principe de raison qui est la structure sur laquelle se tisse la cohérence du monde tel qu’il apparaît. »
Carl Gustav Jung a repris la notion en psychologie analytique.

#### Textes classiques
- Thomas d'Aquin, De l'être et de l'essence (vers 1255), trad., Louis Vivès, 1857 : L'être et l'essence.
- Duns Scot, Le principe d'individuation, trad., Vrin, 2014, p. 16-37.
- Gottfried Wilhelm Leibniz, Disputatio metaphysica de principio individui (« Discussion métaphysique sur le principe d'individuation ») (1663, traduite en français par Jeannine Quillet, Les Études philosophiques, 1979, 1, p. 79-105).
- Arthur Schopenhauer, Le monde comme volonté et comme représentation, trad., PUF.

#### Études
- M. Pécharman, "Hobbes et la question du principe d'individuation", in G. M. Cazzaniga et Y.-C. Zarka, L'individu dans la pensée moderne (XVIe-XVIIIe siècle, Pise, 1995, p. 203-222.
- Encyclopédie de la philosophie, La pochothèque, 2002, p. 790-791.